# Національний парк Ель-Кала
Національний парк Ель-Кала (фр. Parc national d’El-Kala) — національний парк в Алжирі, на крайньому північному сході країни. Тут є кілька озер (включаючи Озеро Тонга, назва якого не має відношення до держави Тонга) і унікальна екосистема басейну Середземного моря. Парк створили в 1983 році й визнали біосферним заповідником міжнародного значення ЮНЕСКО в 1990 році.

На 2010-ті парк перебуває під загрозою через будівництво автодороги, особливо уразливі кілька видів тварин і рослин парку, для розв'язання проблеми запропоновано перенести автодорогу далі на північ.

## Флора та фауна
Ель-Кала є домом для 40 видів ссавців, 25 видів хижих птахів, 64 видів прісноводних птахів і 9 видів морських птахів.
 
У парку поширений Cervus elaphus barbarus.
Дослідження, яке проводилося між 1996 і 2010 роками, нарахувало в парку 1590 видів рослин та 718 видів тварин. Основні породи дерев — Quercus suber (домінант), Quercus canariensis, Quercus coccifera, Pinus halepensis, Alnus glutinosa, верби, тополя біла. 
Інші види дерев у парку: евкаліпт, акація, Pinus pinaster та Taxodium distichum. 
Винайдено 175 видів грибів.